# Svatojánské slavnosti Navalis

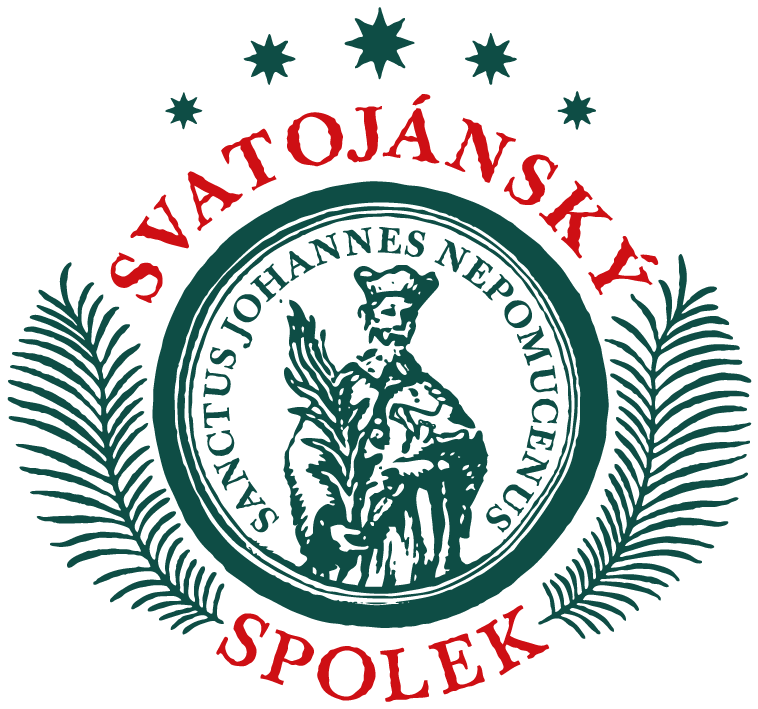

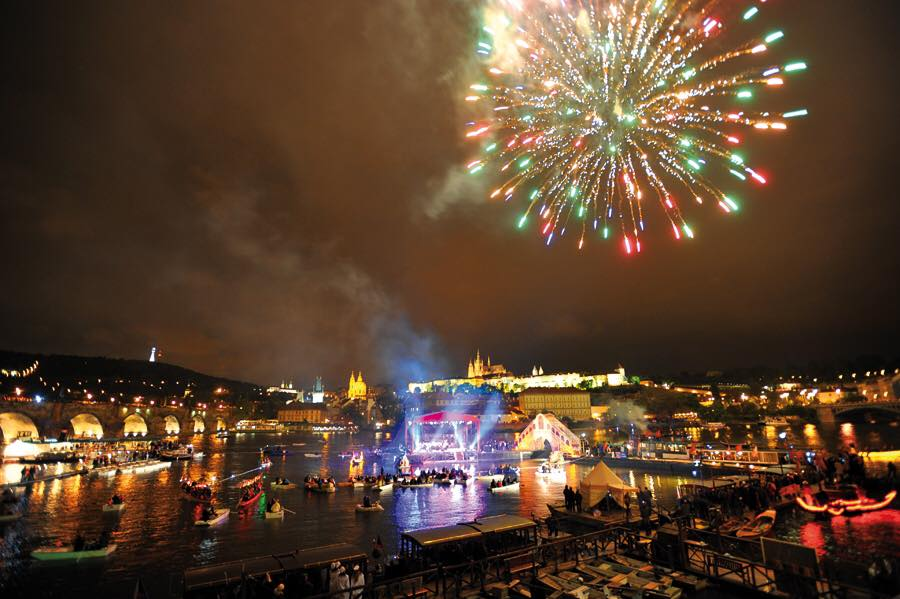
Závěrečný ohňostroj na Navalis

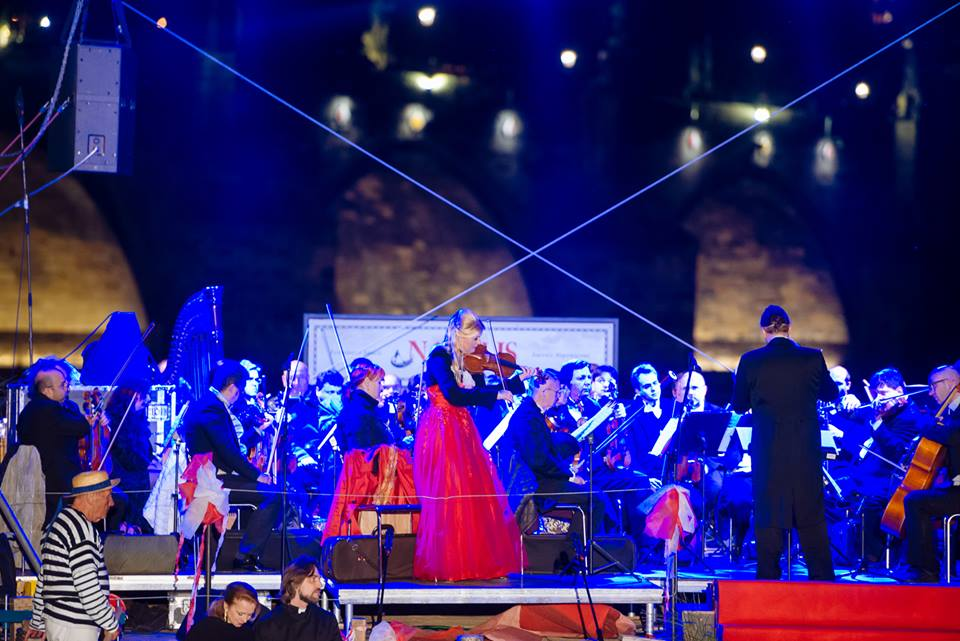
Gabriela Demeterová na Navalis 2016

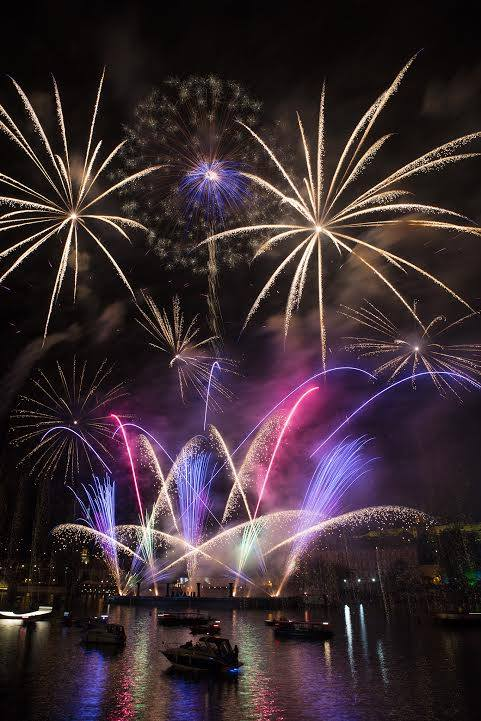
Navalis 2017

Svatojánské slavnosti Navalis jsou slavnosti sv. Jana Nepomuckého, které se konají každoročně 15. května v Praze, v předvečer svátku světce. Výraz navalis je přejatý z latinského označení lodní hudby – Musica navalis in honorem Sancti Ioannis Nepomuceni (Lodní hudba k poctě sv. Jana Nepomuckého).

## Dějiny
5. května 1627 se v Praze konalo první hudební vystoupení na lodích u příležitosti přenesení ostatků sv. Norberta do Strahovského kláštera.
V roce 1683 přibyla na Karlův most socha Jana Nepomuckého, který ještě v té době nebyl svatořečen ani blahořečen.
V roce 1708 se konaly musicae navales u příležitosti postavení sochy sv. Norberta na dnešním Karlově mostě. Stejně jako slavnost v roce 1627 je organizovali strahovští premonstráti.
15. května 1715 v 16 hodin se konaly první Svatojánské lodní slavnosti u příležitosti zahájení beatifikačního procesu Jana Nepomuckého. Oslavy pořádal řeholní řád křižovníků s červeným srdcem. V Čechách měl již jen jeden řeholní dům, a to právě Na Františku, na Starém Městě pražském, v místech, kam na vltavský břeh dle starobylého podání dospěla mrtvola umučeného Jana Nepomuckého. Cyriaci tehdy údajně tělo uložili ve svém klášterním kostele sv. Kříže Většího. Tento klášter v 17. 18. století velmi intenzivně rozvíjel kult sv. Jana Nepomuckého. Podle tradice nejpozději do roku 1416, byly ostatky světce odtud přeneseny do pražské katedrály
Prvním dirigentem slavností, "muziky na šífích" byl P. Kristian Felber. Produkce začínala i končila střelbou z hmoždířů. Skoro každý rok se hrála nová hudební skladba. Několik jich zkomponoval Šimon Brixi, otec proslulého Františka Brixy. Karlův most byl vždy ozdoben tisíci svíček. Konala se velká procesí na most, česká i německá. Od d roku 1715 vyplulo každý podvečer obvykle 15. května několik lodí plných hudebníků, zpěváků, kněží i hostů z nábřeží Na Františku, aby provozovali či byli účastni "hudby na lodích" (musica navalis). Slavností se od počátku účastnilo tisíce poutníků.
V roce 1721 beatifikační proces byl ukončen prohlášením Jana za blahoslaveného, následujícího roku byl zahájen kanonizační proces a ten byl ukončen svatořečením.
V roce 1729 proběhlo svatořečení svatého Jana. Velkolepé slavnosti trvaly 8 dní (8. - 16. října). V lodích na Vltavě poblíž sochy sv. Jana Nepomuckého hrálo až 300 hudebníků, osm sborů trub a koltlů. Vše bylo doprovázeno ranami z hmoždířů z lodí, břehů a ze Střeleckého ostrova. Kanonizační slavnosti navštívilo statisíce lidí.
V roce 1743 se této slavnosti zúčastnila císařovna Marie Terezie, tři dny po své korunovaci za českou královnu, která se uskutečnila 12. května. Modlila se s přítomnými na lodi u Karlova mostu. O přednesené hudbě se vyjádřila, že to byla "pravá opera".
Spektakulární oslavy padesátého výročí kanonizace proběhly v roce 1779. Krásně je zachytil jejich očitý svědek, milíčský rychtář a písmák František Jan Vavák.
Od roku 1715 až do svého zrušení Josefem II., v roce 1783 cyriaci organizovali svatojánské lodní hudby (musicae navales). Poutníci měli pak zákaz vstupu do města.
V roce 1790 Josef II. umírá a slavnosti se obnovují, ovšem už bez cyriaků a jejich hudby. Organizace se ujímají pražští ostrostřelci.
Při stém výročí svatořečení v roce 1829 byly slavnosti opět velkolepé.
Od roku 1840 se kolem sochy stavělo lešení na způsob kaple a kolem sochy hořelo několik set lampiček. Při soše býval přistaven i varhanní pozitiv.
V roce 1862 Hlahol a další pěvecké spolky poprvé nesly národní prapory Prahou. V tomto roce se také poprvé uskutečnilo veřejné vystoupení Sokola, a to právě o svatojanské pouti.  
1866 Na svátek sv. Jana Nepomuckého byly údajně demonstrace proti pruskému králi před vypuknutím války
15. května 1868 byla slavnost spojena s položením základního kamene Národního divadla.
Od roku 1870 se na květnové svatojánské oslavy pořádaly velké hospodářské výstava. 
V roce 1917 na svátek sv. Jana Nepomuckého uspořádali krajané v Chicagu a New Yorku velké manifestace za národní samostatnost.
V roce 1921 zanikly oslavy u sochy sv. Jana Nepomuckého Jánském náměstí (dnes Curieových). Socha se stala po převratu obětí vandalismu a přesunuta ke kostelu sv. Ducha v Dušní ulici.
Slavnosti na Karlově mostě se ale udržely. Až do roku 1940 je pořádala oslavy "Jednota k pořádání národní slavnosti Svatého Jana Nepomuckého na Karlově mostě v Praze".
V roce 1948 na den sv. Jana Nepomuckého zorganizovali komunisté oslavu 150 let od zrušení roboty, včetně večerního ohňostroje.
25. května 1957, u příležitosti festivalu Pražské jaro se vodní hudební slavnost konala u Karlova mostu na pontonu a na parníku Děvín.
15. května 2009 se konalo první novodobé obnovené NAVALIS u příležitosti 280. výročí svatořečení sv. Jana. Slavnosti obnovil Zdeněk Bergman se svojí firmou Pražské Benátky.

## Svatojánský spolek

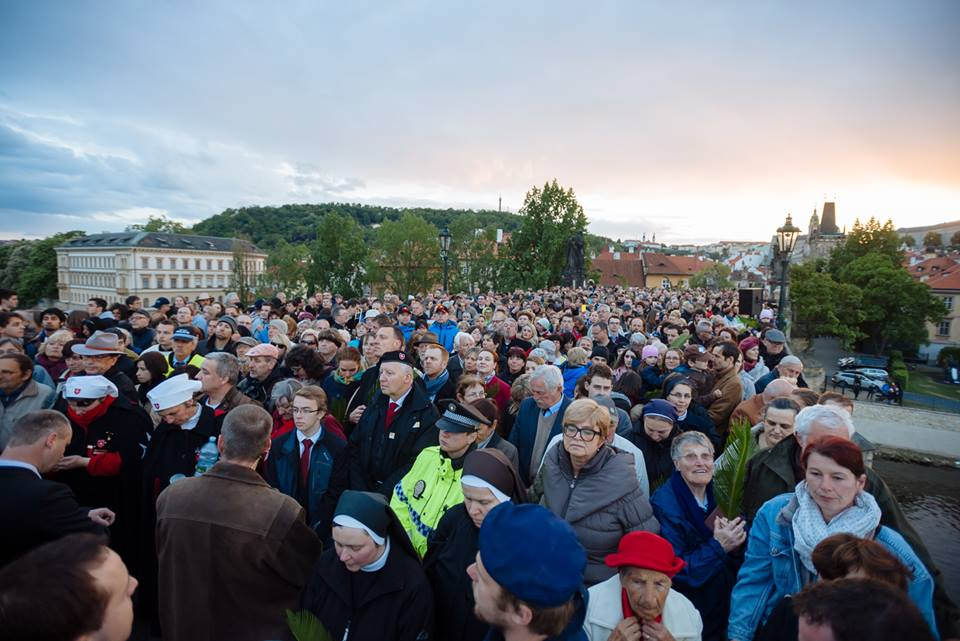
Procesí na NAVALIS

Svatojánský spolek pořádá od roku 2014 Svatojánské slavnosti NAVALIS, ale věnuje se i osvětové a publikační činnosti. Svatojánské slavnosti NAVALIS jsou oslavou nejznámějšího českého světce, sv. Jana Nepomuckého, patrona všech lidí od vody. V předvečer svátku Svatého Jana Nepomuckého (na tzv. vigilii) se koná mše v katedrále, procesí a barokní vodní koncert na hladině Vltavy u Karlova mostu.
Spolek navazuje na činnost svatojánských bratrstev, která v minulosti organizovala slavnosti NAVALIS a jiné projevy úcty ke sv. Janu Nepomuckému.

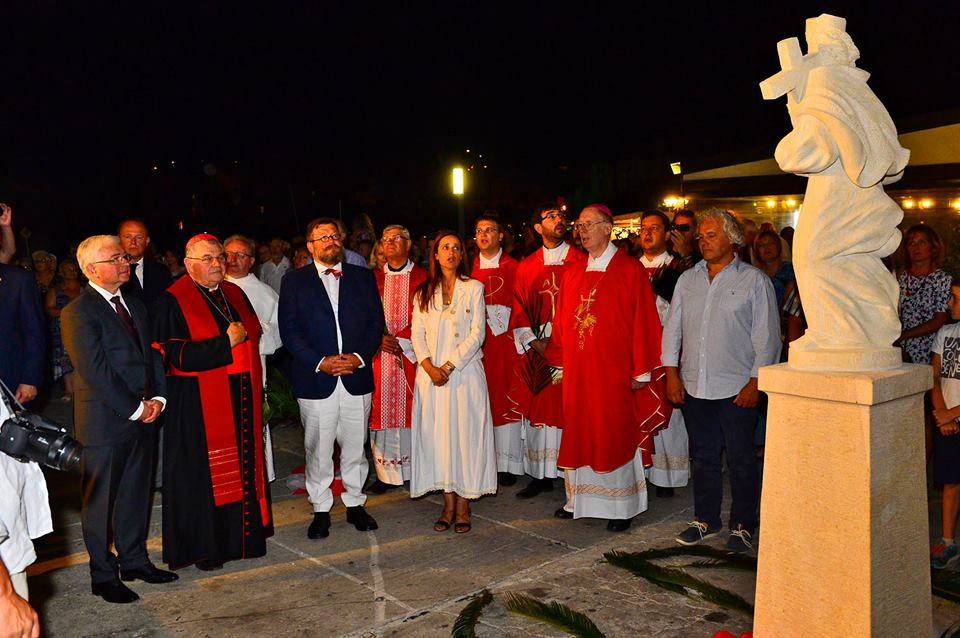
Žehnání nové sochy sv. Jana Nepomuckého kardinálem Dukou na ostrově Vis

V červenci 2017 byla instalována nová socha sv. Jana Nepomuckého na ostrov Vis v Chorvatsku. Tuto sochu osobně požehnal kardinál Dominik Duka.
Spolek má bohatou publikační činnost a při příležitosti Svatojánských slavností NAVALIS vydává CD se symfoniemi skladatele Kryštofa Marka ke cti tohoto světce.
Jubilejní 10. ročník obnovených slavností v roce 2018 byl výjimečný dovezením benátských triumfálních lodí bissone. Tyto lodě nikdy v dějinách neopustily Benátky.
V roce 2019 spolek vytvořil pro město Benátky slavnostní gondolu Bissona Praga, která se zúčastňuje historických regat ve městě na laguně. Tato loď nese na přídi sochu sv. Jana Nepomuckého.
Členové spolku v roce 2021 obnovili barokní Svatojánské bratrstvo při kostele sv. Jana Nepomuckého "Na Skalce".